# Епархия Чжаосяня
Епархия Чжаосяня (лат. Dioecesis Ciaoscienensis, кит. 中文: 赵县) — епархия Римско-Католической Церкви в уезде Чжаосянь, городской округ Шицзячжуан, провинция Хэбэй, Китай. Епархия Чжаосяня входит в пекинскую архиепархию.

## История
18 марта 1929 года Римский папа Пий XI издал бреве Cum Vicarius, которым учредил апостольскую префектуру Чжаосяня, выделив её из апостольского викариата Чжэндинфу (сегодня - Епархия Чжэндина).
11 января 1931 года Римский папа Пий XI издал бреве Ex apostolico munere, которым преобразовал апостольскую префектуру Чжаосяня в апостольский викариат.
11 апреля 1946 года Римский папа Пий XII издал буллу Quotidie Nos, которой преобразовал апостольский викариат Чжаосяня в епархию.

## Список ординариев епархии
- священник Джон Чжан Бидэ (9.04.1929 г. — 11.01.1932 г.) — Апостольский викарий Апостольской префектуры Чжаосяня;
- епископ Джон Чжан Бидэ (11.01.1932 г. — 11.04.1946 г.) — Апостольский администратор Апостольского викариата Чжаосяня;
- епископ Джон Чжан Бидэ (11.04.1946 г. — 13.02.1953 г.) — ординарий епархии Чжаосяня.
- c 13.02.1953 г. — 9.03.1983 г. — кафедра епархии была вакантна;
- епископ Раймонд Ван Чунлинь (9.03.1983 г. — 2006 г.) — ординарий епархии Чжаосяня;
- епископ Иосиф Цзян Минъюань (2006 - 2007);
- епископ Раймонд Вань Чунлинь (2007 - 2.02.2010);
- с 2.02.2010 г. по настоящее время кафедра епархии вакантна.

## Источник
- Annuario Pontificio, Libreria Editrice Vaticana, Città del Vaticano, 2003, ISBN 88-209-7422-3
- Булла Quotidie Nos, AAS 38 (1946), стр. 301  (лат.)
- Breve Cum Vicarius, AAS 21 (1929), стр. 594  (лат.)
- Breve Ex apostolico munere, AAS 24 (1932), стр. 263  (лат.)